# Rozoy-Bellevalle
Rozoy-Bellevalle é uma comuna francesa na região administrativa de Altos da França, no departamento de Aisne. Estende-se por uma área de 6,79 km². Em 2010 a comuna tinha 123 habitantes (densidade: 18,1 hab./km²).